# St. Bonifatius (Weißenohe)

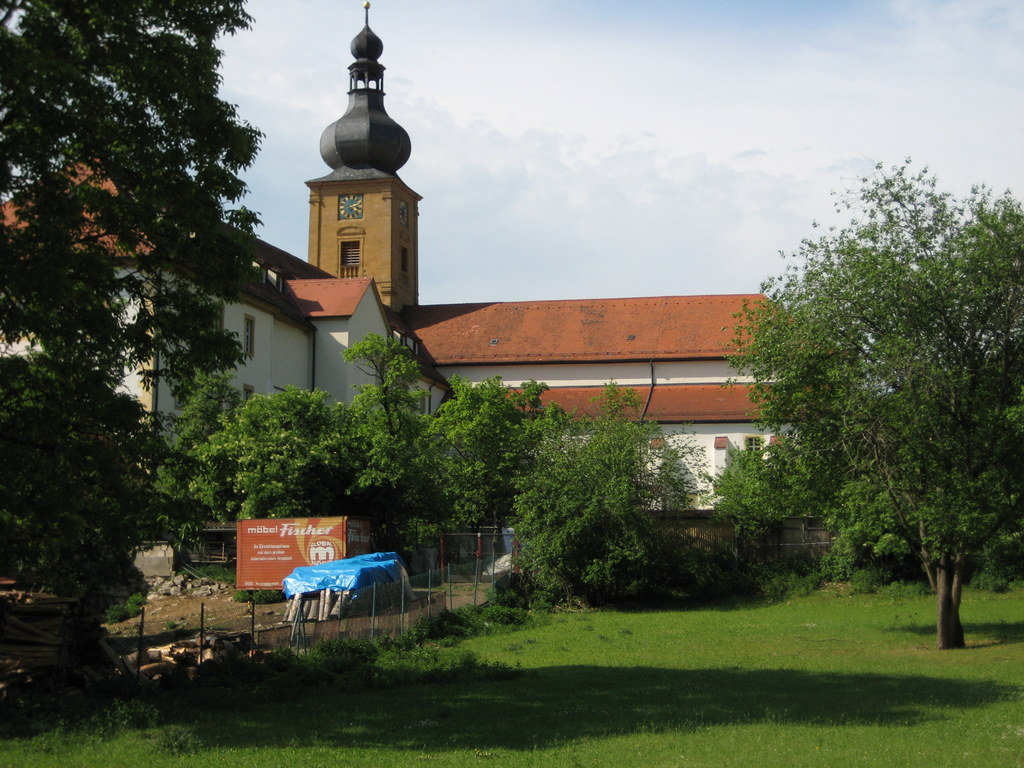
St. Bonifatius

St. Bonifatius ist eine barocke Kirche in  Weißenohe in Oberfranken. Sie war die Klosterkirche der ehemaligen Benediktinerabtei und ist heute die Pfarrkirche der katholischen Kirchengemeinde.
Die Kirche liegt im Ortskern Weißenohes und überragt den Ort mit ihrem 45 Meter hohen Turm. Kirchenpatron ist der heilige Bonifatius.

## Geschichte
Aufgrund seiner geographischen Lage – Weißenohe und sein Kloster gehörten fast während seines ganzen 700-jährigen Bestehens zur Oberen Pfalz – ragte die Abtei in das Gebiet der Freien Reichsstadt Nürnberg.

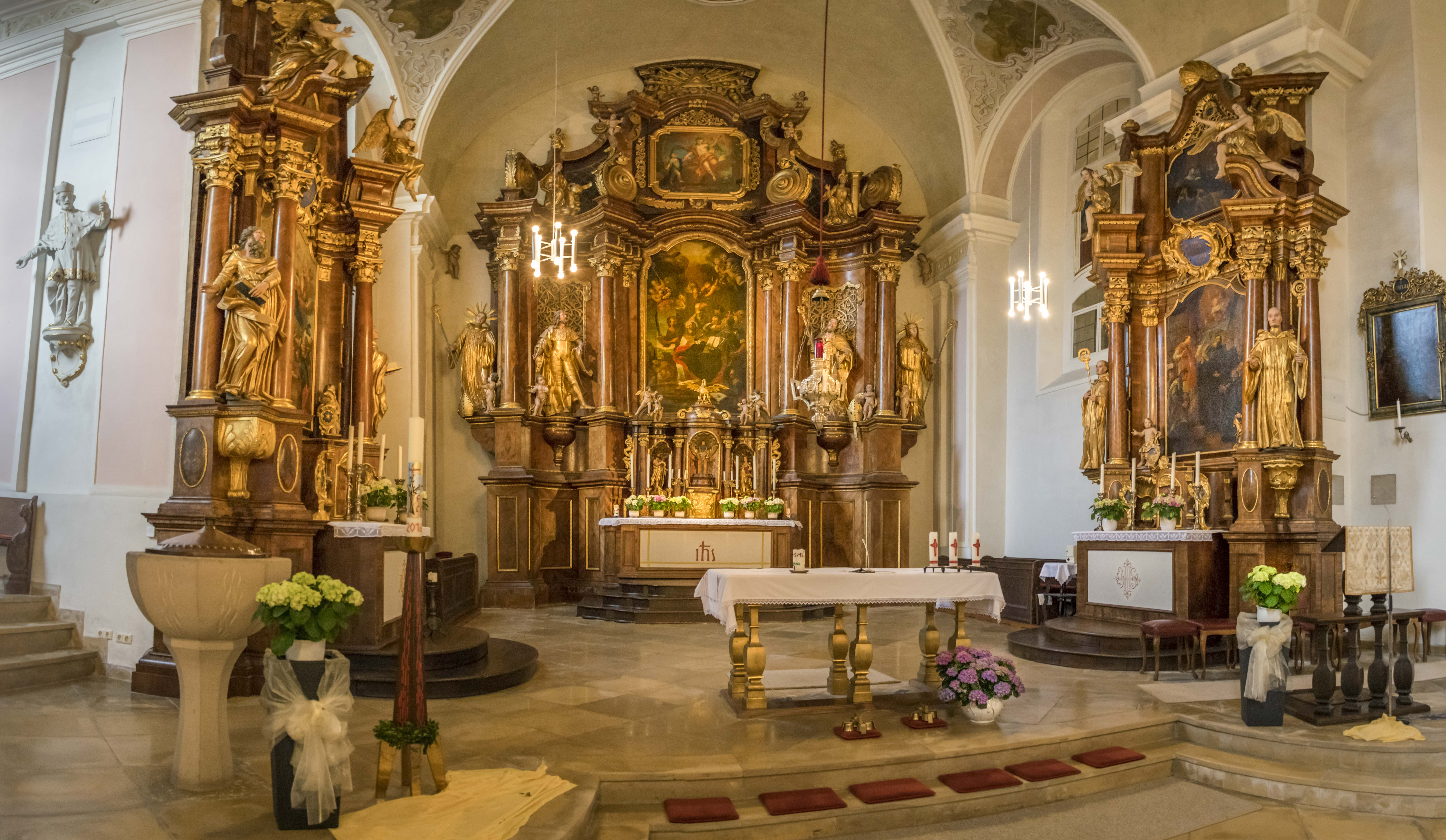
Der Altarraum der Klosterkirche St. Bonifatius

Gegründet wurde Kloster Weißenohe gegen Ende des 11. Jahrhunderts durch den bayerischen Pfalzgrafen Aribo II. mit seiner Gemahlin Guilla. Nach der ersten Aufhebung 1554 und gut 100 Jahren als pfälzisches, später bayerisches Klosteramt mit abwechselnd evangelisch-lutherischen, calvinistischen und katholischen Pfarrern, wurde das Kloster im 17. Jahrhundert wieder gegründet. Da die alten Gebäude weithin nicht mehr den Ansprüchen genügten, plante man einen Neubau von Kloster und Kirche.
Nach dem Abbruch der alten Kirche begann am 5. April 1690 unter Abt Johann Gualbert I. der Neubau. Mit dem Bau der Kirche wurde der Baumeister Wolfgang Dientzenhofer beauftragt. Die Altäre fertigte der Holzschnitzer und Bildhauer Johann Michael Doser an, mit Ausnahme des Kreuzaltars, der den Gebrüdern Asam zugeschrieben wird. Vor seiner endgültigen Fertigstellung wurde der Neubau am Bonifatiustag, dem 5. Juni 1707, von dem Bamberger Weihbischof Johann Werner Schnatz (im Amt 1705–1723) eingeweiht. 1722 erhielt die Kirche vier Glocken, davon drei im Turm und eine kleinere im Dachreiter auf dem östlichen Giebel. Die Glocken wurden am 27. August 1722 gesegnet.

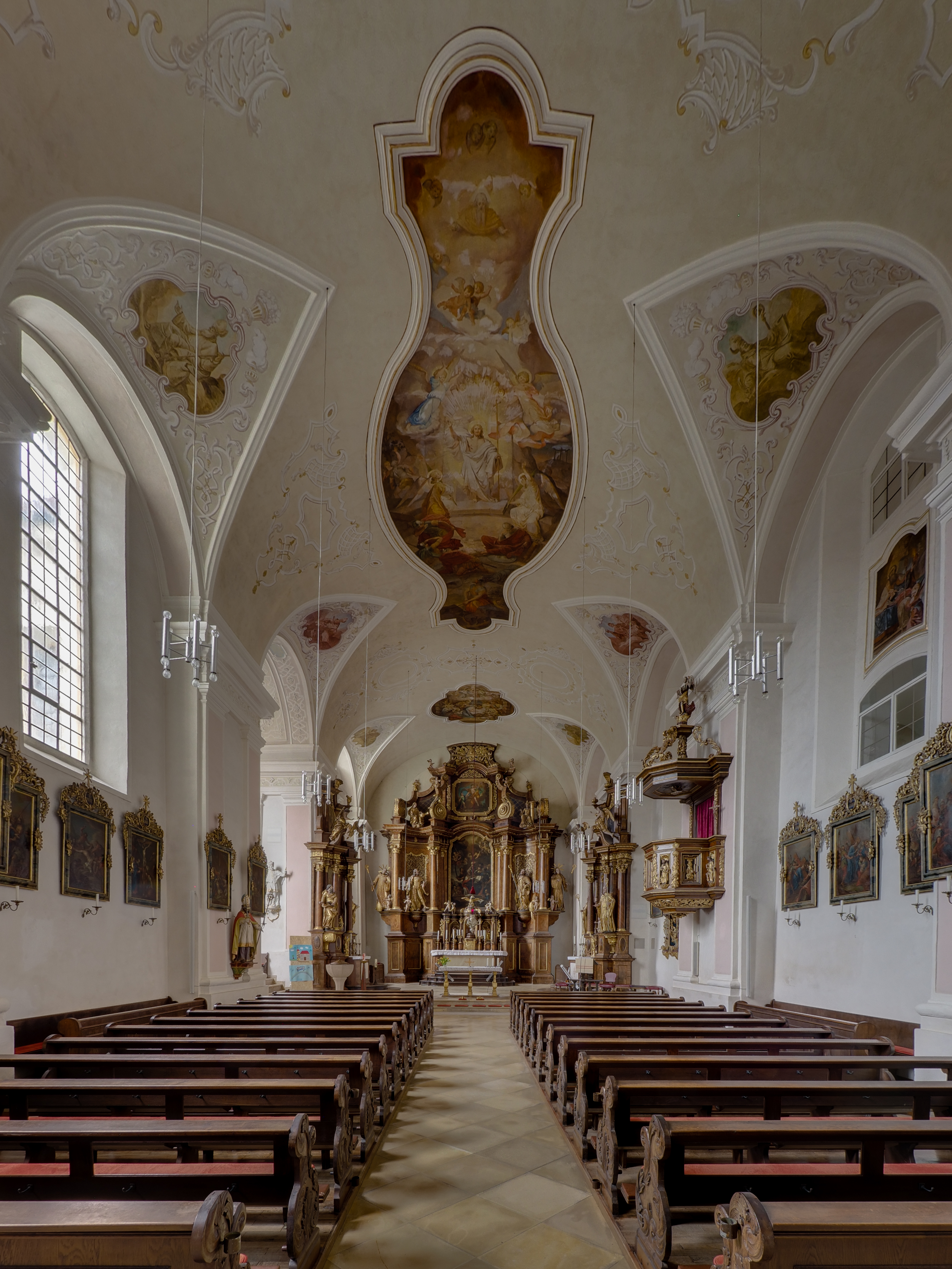
Innenansicht der Klosterkirche St. Bonifatius

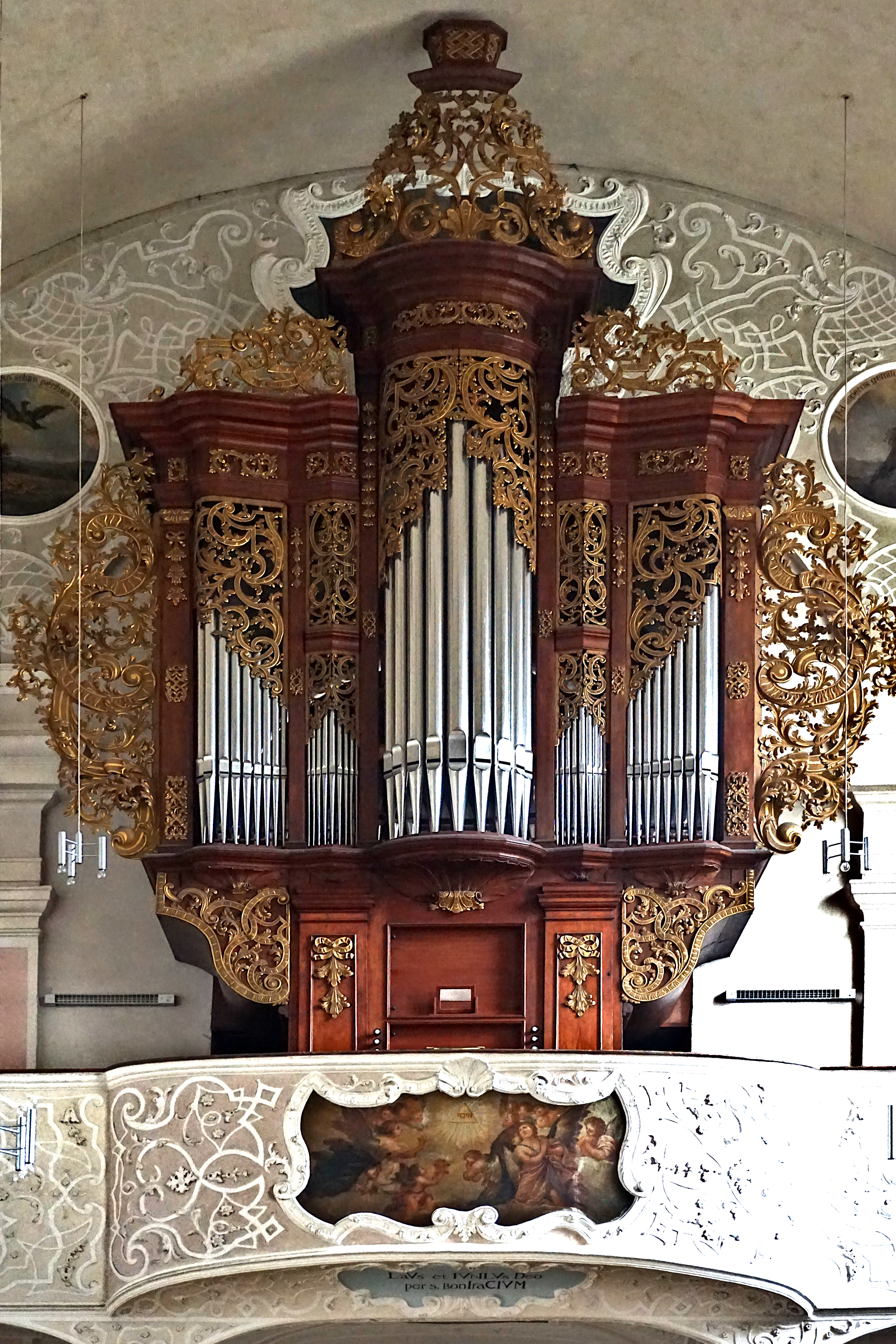
Die Orgel von Schuke

1724 erhielt die Kirche eine Orgel. Während der Amtszeit von Abt Benedikt II. wurde für die Kirche eine große Monstranz angeschafft, die während der Säkularisation vom Staat enteignet wurde, aber später von der Gemeinde für 1500 fl. zurückgekauft wurde.
1777 stiftete der Klosterjäger Joseph Streidel den so genannten Wiesaltar, der 1786 neben dem Benediktusaltar installiert wurde. Eine Votivtafel im Kloster erinnert an den Stifter.
Am 1. Mai 1803 wurde das Kloster Weißenohe säkularisiert. Die Kirche und das Kloster wurden mit allem Grundbesitz dem Staat einverleibt. Die große Glocke wurde weggeschafft, da die Pfarrgemeinde sie nicht zurückkaufen konnte. Die Glocke war so groß, dass sie im Turm zerschlagen werden musste, um abtransportiert werden zu können.
Von 1819 bis 1841 war Franz Xaver Athanasius Böhm Pfarrer von Weißenohe. Er setzte die Pfarrei Weißenohe zu seiner Erbin ein. In seinem Testament stiftete er 300 Gulden für die Anschaffung einer neuen Glocke, der Rest ging in eine Stiftung zu Gunsten der Pfarrei. 1852 konnte mit zusätzlichen Mitteln aus der Pfarrer Böhm’schen Stiftung eine neue Glocke für 1000 Gulden angeschafft werden. Die 14 Kreuzwegbilder wurden restauriert und wieder aufgehängt. Der Kirchenmaler Ronke fertigte die Deckengemälde Geburt Christi, Auferstehung und Sendung des hl. Geistes. In den Gewölbekappen sind die vier Kirchenväter Ambrosius, Augustinus und Gregor und Hieronymus sowie die vier Evangelisten dargestellt.
1888 wurde die Kirche umfassend renoviert. Im Jahre 1899 konnten mit Genehmigung des Königl. Staatsministeriums des Innern die drei Heiligenfiguren der Kirchenfassade aufgestellt werden: über dem Portal der heilige Bonifatius, flankiert von Wunibald und Walburga. Gefertigt wurden sie vom Bildhauer Schiener aus Nürnberg.
1926 wurde eine neue Orgel von der Firma Dietmann aus Lichtenfels in der Kirche eingebaut und am 31. März 1929 eine neue Herz-Jesu-Statue aufgestellt und geweiht. Sie wurde von der Firma Stoffleser aus Gröden gefertigt.
Während des Zweiten Weltkriegs wurden auch in Weißenohe Glocken beschlagnahmt. Die große Glocke wurde eingeschmolzen, während die mittlere der Glocken erhalten blieb. Sie kam nach dem Krieg auf einen so genannten Glockenfriedhof in Hamburg und wurde 1947 von dort der Pfarrei zurückgegeben. 1949 kam zum Geläut eine neue große Glocke von der Glockengießerei Lotter in Bamberg hinzu, die in Weißenohe von Pfarrer H. Hippacher geweiht wurde.
1965/66 wurde die Kirche renoviert, die Fenster wurden ersetzt und Altäre, Bilder und Deckengemälde gereinigt und restauriert. Glocken und Turmuhr wurden mit elektrischem Strom betrieben. Im Zusammenhang mit der Liturgiereform durch das Zweite Vatikanische Konzil wurde im Chorraum vor dem alten Hauptaltar ein sogenannter Volksaltar aufgestellt, die barocke Kommunionbank (das Speisgitter) wurde zum Teil entfernt. Die Kirchenbänke wurden erneuert und 1970 erhielt die Kirche eine Heizung. Die Statue des heiligen Bonifatius verlor ihren angestammten Platz und wurde vorübergehend mit anderen Skulpturen in eine Abstellkammer im Turm verbannt. Zum Kirchenjubiläum 2007 kehrte St. Bonifatius wieder an seinen angestammten Platz zurück.
1986 begannen die Planungen für die letzte große Renovierung der Kirche. Die Kosten für die gesamte Sanierung wurden auf 2.100.000 D-Mark veranschlagt. Nach statischen Sicherungsmaßnahmen wurde die Kirche mit Holzschutzmitteln begast und das gesamte Kirchenschiff eingerüstet. Deckengewölbe, Deckengemälde und Stuck wurden gereinigt, restauriert, beschädigte Partien ergänzt. Auch die Altäre und die Heiligenfiguren wurden gereinigt und restauriert.
1997 erhielt die Kirche zum dritten Mal in ihrer Geschichte eine neue Orgel, eine Schuke-Orgel, die in das barocke Gehäuse eingebaut wurde. Damit war die vollständige Restaurierung der Kirche abgeschlossen.
In den 300 Jahren ihrer Geschichte wirkten fünf Äbte, elf Pfarrer, fünf Pfarrverweser und vier Kapläne an St. Bonifatius.